# Romanivka (consejo de la aldea Ananiv)
Romanivka  (ucraniano: Романівка) es una localidad del Raión de Podilsk en el Óblast de Odesa de Ucrania. Según el censo de 2001, tiene una población de 690 habitantes.